# إيدي هامل
إيدي هامل (بالهولندية: Eddy Hamel؛ بالإنجليزية: Eddy Hamel) هو لاعب كرة قدم هولندي وأمريكي، ولد في 21 أكتوبر 1902 في نيويورك في الولايات المتحدة، وتوفي في 30 أبريل 1943 في معسكر أوشفيتز بيركينو في بولندا. لعب مع أياكس أمستردام.